# Igor Negrescu
Igor Negrescu (n. 17 aprilie 1979, Chișinău) este un fost fotbalist și actual antrenor de fotbal din Republica Moldova. Întreaga sa carieră de fotbalist Igor Negrescu a petrecut-o la FC Dacia Chișinău, jucând pe postul de fundaș. 
Din septembrie 2014 el este antrenor principal al clubului Dinamo-Auto Tiraspol.
Deține Licență PRO UEFA de antrenor.